# Gobiopsis woodsi
 Gobiopsis woodsi es una especie de peces de la familia de los Gobiidae en el orden de los Perciformes.

## Morfología
Los machos pueden llegar a alcanzar los 4,2 cm de longitud total.

## Distribución geográfica
Se encuentra al sur de la India y al norte del Golfo de Tailandia.

## Observaciones
Es inofensivo para los humanos.